# Honkai: Star Rail
Honkai: Star Rail  (en chino, 崩坏・星窮鐵道; pinyin, Bēnghuài ・ Xīngqióng Tiědào, es un RPG de estrategia anunciado a finales de 2021 para Microsoft Windows, iOS y Android. Como la cuarta entrega principal de la serie Honkai, el juego se sitúa en el universo de Honkai Impact 3rd, siguiendo las aventuras de un grupo de personajes que viajan a bordo de un tren espacial. Su lanzamiento oficial fue el 26 de abril de 2023 para Windows y dispositivos móviles. 

## Jugabilidad
El juego ofrece un sistema de combate por turnos, en el cual el jugador controla hasta 4 personajes simultáneamente, además, es posible explorar mazmorras.

## Desarrollo

### Argumento
La historia sigue a un grupo de aventureros (Trazacaminos) que viajan a bordo del Expreso Astral, un tren espacial que Himeko Murata encontró durante su niñez en su planeta natal. Himeko reparó el tren años más tarde, iniciando así su viaje hacia las estrellas. Sin embargo, pronto se percató que necesitaría muchos más compañeros para conseguir su objetivo.

## Personajes
El 5 de octubre de 2021, junto con la presentación del juego, fueron revelados los 8 primeros personajes, así como sus respectivos actores de voz en inglés, coreano y japonés. Posteriormente, se revelarán más personajes nuevos.

### Personajes jugables
| Mundo                   | Nombre          | Títulos | Doblaje inglés                                   | Doblaje japonés                                      | Camino                                                                     | Elemento                                                                   | Rareza según estrellas |
| ----------------------- | --------------- | --- | ------------------------------------------------ | ---------------------------------------------------- | -------------------------------------------------------------------------- | -------------------------------------------------------------------------- | ---------------------- |
| Expreso Astral          | Caelus          | Trazacaminos - Recipiente del Estelaron - Activado/a por Kafka | Caleb Yen                                        | Junya Enoki                                          | Adaptativo (Destrucción: Físico, Preservación: Fuego, Armonía: Imaginario) | Adaptativo (Destrucción: Físico, Preservación: Fuego, Armonía: Imaginario) | 5                      |
| Expreso Astral          | Stelle          | Trazacaminos - Recipiente del Estelaron - Activado/a por Kafka | Rachel Chau                                      | Yui Ishikawa                                         | Adaptativo (Destrucción: Físico, Preservación: Fuego, Armonía: Imaginario) | Adaptativo (Destrucción: Físico, Preservación: Fuego, Armonía: Imaginario) | 5                      |
| Expreso Astral          | Himeko          | Exploradora estelar - Científica - Navegadora del Expreso Astral | Cia Court                                        | Rie Tanaka                                           | Erudición                                                                  | Fuego                                                                      | 5                      |
| Expreso Astral          | Welt Yang       | En el nombre del mundo - Joachim Nokianvirtanen - Asesor del Expreso Astral - Artista de guiones gráficos - Antiguo soberano de Anti-Etropy                                | Corey Landis                                     | Yoshimasa Hosoya                                     | Nihilidad                                                                  | Imaginario                                                                 | 5                      |
| Expreso Astral          | Dan Heng        | Ablución dracónica - Vidyadhara del Xianzhou de Luofu - Sucesor de Dan Feng - Prófugo recibido por el Expreso Astral - Lancero y guardia del Tren                          | Nicholas Leung                                   | Kent Ito                                             | Cacería                                                                    | Viento                                                                     | 4                      |
| Expreso Astral          | Imbibitor Lunae | Ablución dracónica - Vidyadhara del Xianzhou de Luofu - Sucesor de Dan Feng - Prófugo recibido por el Expreso Astral - Lancero y guardia del Tren                          | Nicholas Leung                                   | Kent Ito                                             | Destrucción                                                                | Imaginario                                                                 | 5                      |
| Expreso Astral          | Siete de Marzo  | Comienzo de una nueva vida - Rescatada por el Expreso Astral - Arquera profesional - Constantemente afligida por su desconocido pasado - Siempre viaja con su cámara       | Skyler Davenport                                 | Yui Ogura                                            | Preservación                                                               | Hielo                                                                      | 4                      |
| Expreso Astral          | Siete de Marzo  | Comienzo de una nueva vida - Rescatada por el Expreso Astral - Arquera profesional - Constantemente afligida por su desconocido pasado - Siempre viaja con su cámara       | Skyler Davenport                                 | Yui Ogura                                            | Cacería                                                                    | Imaginario                                                                 | 4                      |
| Cazadores de Estelaron  | Silver Wolf     | Contrato cero - Hacker profesional | Melissa Fahn                                     | Kana Asumi                                           | Nihilidad                                                                  | Cuántico                                                                   | 5                      |
| Cazadores de Estelaron  | Kafka           | Nessun dorma - Leal a los designios de Elio - Prófuga n°1 de la Corporación para la Paz - Activó el cuerpo del Trazacaminos                                                | Cheryl Texiera                                   | Shizuka Itō                                          | Nihilidad                                                                  | Rayo                                                                       | 5                      |
| Cazadores de Estelaron  | Blade           | Alma pérdida - Miembro de los Cazadores de Estelaron - El persecutor de la muerte                                                                                          | Daman Mills                                      | Shin'ichirō Miki                                     | Destrucción                                                                | Viento                                                                     | 5                      |
| Cazadores de Estelaron  | Luciérnaga      | Crisálida enardecida - Sam, el Cazador de Estelaron - Artista de la Familia Iris - Muchacha perseguida en Colonipenal - Poseedora del síndrome de pérdida de entropía      | Analesa Fisher (Luciérnaga) Adin Rudd (Sam)      | Tomori Kusunoki (Luciérnaga) Jun Kasama (Sam)        | Destrucción                                                                | Fuego                                                                      | 5                      |
| Estación Espacial Herta | Herta           | Títere de la inteligencia - Número 83 de la Sociedad de Genios - Creadora del Universo Simulado                                                                            | PJ Mattson                                       | Haruka Yamazaki                                      | Erudición                                                                  | Hielo                                                                      | 4                      |
| Estación Espacial Herta | Asta            | Observadora del profundo espacio - Astrónoma de la Estación Herta - Vinculada a la Sociedad del Conocimiento - Perteneciente a una ilustre familia                         | Felecia Angelle                                  | Chinatsu Akasaki                                     | Armonía                                                                    | Fuego                                                                      | 4                      |
| Estación Espacial Herta | Arlan           | Velador de la Seguridad - Cabecilla del Departamento de Seguridad - Cuidador de Peppy                                                                                      | Dani Chambers                                    | Ryōko Shiraishi                                      | Destrucción                                                                | Rayo                                                                       | 4                      |
| Estación Espacial Herta | Ruan Mei        | Tríptico floral - Experta en ciencias biológicas - Número 81 de la Sociedad de Genios                                                                                      | Emi Lo                                           | Saori Ōnishi                                         | Armonía                                                                    | Hielo                                                                      | 5                      |
| Jarilo-VI               | Bronya          | Comandante de Belobog - Hija de la Guardiana del Hielo, Cocolia Rand - Guardiana Suprema de Belobog - Comandante de la Guardia Crinargenta                                 | Madeline Reiter                                  | Kana Asumi                                           | Armonía                                                                    | Viento                                                                     | 5                      |
| Jarilo-VI               | Gepard          | El defensor de la unión - Capitán de la Guardia Crinargenta - Hermano mayor de la familia Landau                                                                           | Bryson Baugus                                    | Makoto Furukawa                                      | Preservación                                                               | Hielo                                                                      | 5                      |
| Jarilo-VI               | Clara           | Conejo sangriento - Niña huérfana que vive en Belobog - Cuidada por Svarog, máquina reliquia de eras pasadas                                                               | Emily Sun (Clara) D.C. Douglas (Svarog)          | Rina Hidaka (Clara) Hiroki Yasumoto (Svarog)         | Destrucción                                                                | Físico                                                                     | 5                      |
| Jarilo-VI               | Seele           | Mariposa en el filo - Miembro clave de Llamarada | Molly Zhang                                      | Mai Nakahara                                         | Cacería                                                                    | Cuántico                                                                   | 5                      |
| Jarilo-VI               | Hook            | La niña bombástica - Jefa autoproclamada de Los Topos - Hija adoptiva de Fersman                                                                                           | Felecia Angelle                                  | Sora Tokui                                           | Destrucción                                                                | Fuego                                                                      | 4                      |
| Jarilo-VI               | Natasha         | Conversadora post operativa - Líder enmascarada de Llamarada - Doctora del Bajomundo                                                                                       | Elizabeth Maxwell                                | Yumi Uchiyama                                        | Abundancia                                                                 | Físico                                                                     | 4                      |
| Jarilo-VI               | Pela            | Resoluta de problemas - Oficial de Inteligencia de la Guardia Crinargenta - Amiga íntima de Lynx                                                                           | Xanthe Huynh                                     | Sumire Morohoshi                                     | Nihilidad                                                                  | Hielo                                                                      | 4                      |
| Jarilo-VI               | Sampo           | Mercenario embustero - Elocuente mercenario del Bajomundo - "Invitado" a la Reunión de Colonipenal                                                                         | Roger Rose                                       | Daisuke Hirakawa                                     | Nihilidad                                                                  | Viento                                                                     | 4                      |
| Jarilo-VI               | Serval          | Rockera de Landau - Antigua aliada de Cocolia Rand - Hermana de la familia Landau - Administradora del Taller del Nuncainvierno                                            | Natalie Van Sistine                              | Aimi                                                 | Erudición                                                                  | Rayo                                                                       | 4                      |
| Jarilo-VI               | Luka            | Brazofuerte - Miembro de Llamarada - Campeón boxeador del Bajomundo - Tiene una prótesis metálica como brazo                                                               | Howard Wang                                      | Gakuto Kajiwara                                      | Nihilidad                                                                  | Físico                                                                     | 4                      |
| Jarilo-VI               | Lynx            | Explorada boreal - Hermana menor de la familia Landau | Risa Mei                                         | Haruka Terui                                         | Abundancia                                                                 | Cuántico                                                                   | 4                      |
| Luofu de Xianzhou       | Yanqing         | | Amber May                                        | Marina Inoue                                         | Cacería                                                                    | Hielo                                                                      | 5                      |
| Luofu de Xianzhou       | Bailu           | | Su Ling Chan                                     | Emiri Katō                                           | Abundancia                                                                 | Rayo                                                                       | 5                      |
| Luofu de Xianzhou       | Jing Yuan       | Espiral de la lanza celestial - General Celestial de los Nimbocabelleros - Auriga del Luofu de Xianzhou - Vencedor de Phantylia                                            | Alejandro Saab                                   | Daisuke Ono                                          | Erudición                                                                  | Rayo                                                                       | 5                      |
| Luofu de Xianzhou       | Tingyun         | | Laci Morgan                                      | Yūki Takada                                          | Armonía                                                                    | Rayo                                                                       | 4                      |
| Luofu de Xianzhou       | Sushang         | | Anjali Kunapaneni                                | Misato Fukuen                                        | Cacería                                                                    | Físico                                                                     | 4                      |
| Luofu de Xianzhou       | Qinque          | | Bryn Apprill                                     | Arisa Date                                           | Erudición                                                                  | Cuántico                                                                   | 4                      |
| Luofu de Xianzhou       | Luocha          | Búsqueda terrenal - Comerciante extranjero - Siempre está acompañado de un ataúd - Intenciones desconocidas sobre el Estelaron                                             | Craig Lee Thomas                                 | Akira Ishida                                         | Abundancia                                                                 | Imaginario                                                                 | 5                      |
| Luofu de Xianzhou       | Yukong          | | Dawn M. Bennett                                  | Yumi Tōma                                            | Armonía                                                                    | Imaginario                                                                 | 4                      |
| Luofu de Xianzhou       | Fu Xuan         | | Sarah Wiedenheft                                 | Miku Itō                                             | Preservación                                                               | Cuántico                                                                   | 5                      |
| Luofu de Xianzhou       | Jingliu         | | AmaLee                                           | Hōko Kuwashima                                       | Destrucción                                                                | Hielo                                                                      | 5                      |
| Luofu de Xianzhou       | Guinafen        | | Morgan Lauré                                     | Hina Suguta                                          | Nihilidad                                                                  | Fuego                                                                      | 4                      |
| Luofu de Xianzhou       | Huohuo          | | Courtney Lin (Huohuo) Adam Michael Gold (Colita) | Maria Naganawa (Huohuo) Takeshi Hirabayashi (Colita) | Abundancia                                                                 | Viento                                                                     | 5                      |
| Luofu de Xianzhou       | Hanya           | | Suzie Yeung                                      | Sayumi Suzushiro                                     | Armonía                                                                    | Físico                                                                     | 4                      |
| Luofu de Xianzhou       | Xueyi           | | Jenny Yokobori                                   | Maki Kawase                                          | Destrucción                                                                | Cuántico                                                                   | 4                      |
| Luofu de Xianzhou       | Yunli           | Título por anunciar - Cazadora de espadas del Zhuming de Xianzhou - Nieta de Huaiyan - Espadachina del Octeto del Disco Llameante                                          | Brenna Larsen                                    | Shion Wakayama                                       | Destrucción                                                                | Físico                                                                     | 5                      |
| Luofu de Xianzhou       | Jiaoqiu         | Título por anunciar - Consejero del Yaoqing de Xianzhou - Sanador raposiano - Creador de la cuadrícula de nueve espacios                                                   | Mark Whitten                                     | Toshiyuki Toyonaga                                   | Nihilidad                                                                  | Fuego                                                                      | 5                      |
| Luofu de Xianzhou       | Feixiao         | La Gran General - Autodenominada General Carente - Garra Celestial del Yaoqing de Xianzhou - Afectada por la locura lunar                                                  | Anairis Quiñones                                 | Mikako Komatsu                                       | Cacería                                                                    | Viento                                                                     | 5                      |
| Luofu de Xianzhou       | Lingsha         | Título por anunciar - Dan Zhu, vidyadhara sanadora - Líder de la Comisión de Alquimia del Luofu de Xianzhou                                                                | Whitney Holland                                  | Kaori Maeda                                          | Abundancia                                                                 | Fuego                                                                      | 5                      |
| Luofu de Xianzhou       | Moze            | Título por anunciar - Guardia sombrío del Yaoqing de Xianzhou | Chris Niosi                                      | Shōgo Sakata                                         | Cacería                                                                    | Rayo                                                                       | 4                      |
| Colonipenal             | Cisne Negro     | Ondas en el reflejo - Guardamemorias del Jardín de los Recuerdos - Aquella que danzó el vals más escalofriante                                                             | Arryn Zech                                       | Hitomi Nabatame                                      | Nihilidad                                                                  | Viento                                                                     | 5                      |
| Colonipenal             | Sparkle         | Esplendor resplandeciente - Miembro de los Bufones Enmascarados - Sospechosa de los asesinatos en Colonipenal                                                              | Lizzie Freeman                                   | Reina Ueda                                           | Armonía                                                                    | Cuántico                                                                   | 5                      |
| Colonipenal             | Misha           | Guardaropía carismático - Botones del Hotel Fantasía - Anhela con conocer la infinita galaxia                                                                              | Cat Protano                                      | Eriko Matsui                                         | Destrucción                                                                | Hielo                                                                      | 4                      |
| Colonipenal             | Gallagher       | Vigilante del bar - Guardia de la Familia Sabueso - Bartender profesional y detective nocturno                                                                             | Erik Braa                                        | Satoshi Mikami                                       | Abundancia                                                                 | Fuego                                                                      | 4                      |
| Colonipenal             | Robin           | Gorjeo bien temperado - Cantante nacida en Colonipenal - Hermana menor de Sunday                                                                                           | Alice Himora (Voz) Chevy (Canto)                 | Kaori Nazuka (Voz) Chevy (Canto)                     | Armonía                                                                    | Físico                                                                     | 5                      |
| Colonipenal             | Sunday          | Título por anunciar - Anfitrión de la Festival de la Armonía en Colonipenal - Hermano mayor de Robin - Representante de La Familia                                         | Griffin Puatu                                    | Takeo Ōtsuka                                         | Armonía                                                                    |                                                                            |                        |
| CIP                     | Topaz y Conti   | Cápsula de extinción - Jelena - Miembro de los Diez Corazones de Piedra | Sam Slade (Topaz) Lu Minyue (Conti)              | Yoshino Nanjō (Topaz) Lu Minyue (Conti)              | Cacería                                                                    | Fuego                                                                      | 5                      |
| CIP                     | Aventurino      | Encarcelamiento dorado - Kakavasha, de Sigonia-IV - Líder del Departamento de Inversiones de la CIP - Anhela por destruir mundos - Miembro de los Diez Corazones de Piedra | Camden Sutkowski                                 | Kengo Kawanishi                                      | Preservación                                                               | Imaginario                                                                 | 5                      |
| CIP                     | Jade            | Vida empeñada, destino pactado - Senior del Departamento de Inversiones de la CIP - Miembro de los Diez Corazones de Piedra - Poseedora del jade del préstamo              | Faye Mata                                        | Kotono Mitsuishi                                     | Erudición                                                                  | Cuántico                                                                   | 5                      |
| Cosmos                  | Argenti         | Fragante corona de espinas - Seguidor de Idrila, el Eón de la Belleza - Caballero de la Belleza                                                                            | Adam Michael Gold                                | Shin'nosuke Tachibana                                | Erudición                                                                  | Físico                                                                     | 5                      |
| Cosmos                  | Dr. Ratio       | Cambio constante - Miembro del Consejo de Inteligencia - Tiene una cabeza de escayola para ocultarse del mundo - Reparte la inteligencia en todo el universo               | Jordan Paul Haro                                 | Shunsuke Takeuchi                                    | Cacería                                                                    | Imaginario                                                                 | 5                      |
| Cosmos                  | Acheron         | Palabras de antaño - Clama ser una Vigilante de la Galaxia - Originada en un mundo paralelo                                                                                | Allegra Clark                                    | Miyuki Sawashiro                                     | Nihilidad                                                                  | Rayo                                                                       | 5                      |
| Cosmos                  | Boothill        | Estrella solitaria del sendero polvoriento - Vigilante de la Galaxia - Vérdugo nombrado para ir tras Acheron                                                               | Andrew Russell                                   | Katsuyuki Konishi                                    | Cacería                                                                    | Físico                                                                     | 5                      |

## Sistema degachapón
Honkai: Star Rail tiene implementado un sistema de gachapón para conseguir nuevos personajes y conos de luz. Este sistema funciona a base de jade estelar, un elemento que se puede conseguir de forma gratuita a medida que se van completando misiones y abriendo cofres. En la tienda del juego, también se pueden adquirir estos jades estelares pagando con dinero real. Honkai: Star Rail suele tener activos 4 banners, uno permanente, y 2 o 4 temporales (2 de personajes y 2 de conos de luz). Uno de los banners de personaje incluye nuevos personajes, mientras que el otro banner incluye reruns, que son personajes que ya tuvieron su primer banner. 

### Gachapóntemporal con banner promocional
A partir de la versión 1.4, existe un segundo banner temporal, que comparte los mismos personajes promocionales de 4 estrellas, así como el cómputo total de deseos de personaje garantizado con su contraparte.
| Versión | Título del evento                          | Personaje limitado (5 estrellas) | Personaje acompañantes (4 estrellas) | Fecha del evento                                      | Ref |
| ------- | ------------------------------------------ | -------------------------------- | ------------------------------------ | ----------------------------------------------------- | --- |
| 1.0     | Mariposa en el filo                        | Seele*                           | Hook*, Natasha*, Pela*               | Del 25 de abril de 2023 al 17 de mayo de 2023         |     |
| 1.0     | Espiral de la lanza celestial              | Jing Yuan*                       | Siete de Marzo*, Sushang*, Tingyun*  | Del 17 de mayo de 2023 al 6 de junio de 2023          |     |
| 1.1     | Contrato cero                              | Silver Wolf*                     | Asta*, Dan Heng*, Serval*            | Del 7 de junio de 2023 al 28 de junio de 2023         |     |
| 1.1     | Búsqueda terrenal                          | Luocha*                          | Pela, Qingque*, Yukong*              | Del 28 de junio de 2023 al 18 de julio de 2023        |     |
| 1.2     | Alma pérdida                               | Blade*                           | Arlan*, Sushang, Natasha             | Del 19 de julio de 2023 al 9 de agosto de 2023        |     |
| 1.2     | Nessun dorma                               | Kafka*                           | Luka*, Sampo*, Serval                | Del 9 de agosto de 2023 al 29 de agosto de 2023       |     |
| 1.3     | Ablución dracónica                         | Dan Heng: Imbibitor Lunae*       | Asta, Siete de Marzo, Yukong         | Del 30 de agosto de 2023 al 20 de septiembre de 2023  |     |
| 1.3     | Predicciones, augurios y profecías         | Fu Xuan*                         | Lynx*, Hook, Pela                    | Del 20 de septiembre de 2023 al 10 de octubre de 2023 |     |
| 1.4     | Ligero eclipse de luna                     | Jingliu*                         | Qingque, Sampo, Tingyun              | Del 11 de octubre de 2023 al 27 de octubre de 2023    |     |
| 1.4     | Cápsula de extinción                       | Topaz y Conti*                   | Guinafen*, Luka, Sushang             | Del 27 de octubre de 2023 al 14 de noviembre de 2023  |     |
| 1.4     | Mariposa en el filo II                     | Seele                            | Guinafen*, Luka, Sushang             | Del 27 de octubre de 2023 al 14 de noviembre de 2023  |     |
| 1.5     | Florecimiento sombrío                      | Huohuo*                          | Arlan, Dan Heng, Serval              | Del 15 de noviembre de 2023 al 6 de diciembre de 2023 |     |
| 1.5     | Fragante corona de espinas                 | Argenti*                         | Asta, Lynx, Hanya*                   | Del 6 de diciembre de 2023 al 26 de diciembre de 2023 |     |
| 1.5     | Contrato cero II                           | Silver Wolf                      | Asta, Lynx, Hanya*                   | Del 6 de diciembre de 2023 al 26 de diciembre de 2023 |     |
| 1.6     | Tríptico floral                            | Ruan Mei*                        | Siete de Marzo, Tingyun, Xueyi*      | Del 27 de diciembre de 2023 al 17 de enero de 2024    |     |
| 1.6     | Alma pérdida II                            | Blade                            | Siete de Marzo, Tingyun, Xueyi*      | Del 27 de diciembre de 2023 al 17 de enero de 2024    |     |
| 1.6     | Cambio constante                           | Dr. Ratio*                       | Hook, Natasha, Sushang               | Del 17 de enero de 2024 al 5 de febrero de 2024       |     |
| 1.6     | Nessun dorma II                            | Kafka                            | Hook, Natasha, Sushang               | Del 17 de enero de 2024 al 5 de febrero de 2024       |     |
| 2.0     | Ondas en el reflejo                        | Cisne Negro*                     | Guinafen, Misha*, Tingyun            | Del 6 de febrero de 2024 al 29 de febrero de 2024     |     |
| 2.0     | Ablución dracónica II                      | Dan Heng: Imbibitor Lunae        | Guinafen, Misha*, Tingyun            | Del 6 de febrero de 2024 al 29 de febrero de 2024     |     |
| 2.0     | Esplandor resplandeciente                  | Sparkle*                         | Hanya, Qingque, Sampo                | Del 29 de febrero de 2024 al 26 de marzo de 2024      |     |
| 2.0     | Espiral de la lanza celestial II           | Jing Yuan                        | Hanya, Qingque, Sampo                | Del 29 de febrero de 2024 al 26 de marzo de 2024      |     |
| 2.1     | Palabras de antaño                         | Acheron*                         | Dan Heng, Gallagher*, Pela           | Del 27 de marzo de 2024 al 17 de abril de 2024        |     |
| 2.1     | Búsqueda terrenal II                       | Luocha                           | Dan Heng, Gallagher*, Pela           | Del 27 de marzo de 2024 al 17 de abril de 2024        |     |
| 2.1     | Encarcelamiento dorado                     | Aventurino*                      | Luka, Lynx, Serval                   | Del 17 de abril de 2024 al 7 de mayo de 2024          |     |
| 2.1     | Ligero eclipse de luna II                  | Jingliu                          | Luka, Lynx, Serval                   | Del 17 de abril de 2024 al 7 de mayo de 2024          |     |
| 2.2     | Gorjeo bien temperado                      | Robin*                           | Hanya, Siete de Marzo, Xueyi         | Del 8 de mayo de 2024 al 29 de mayo de 2024           |     |
| 2.2     | Cápsula de extinción II                    | Topaz y Conti                    | Hanya, Siete de Marzo, Xueyi         | Del 8 de mayo de 2024 al 29 de mayo de 2024           |     |
| 2.2     | Estrella solitaria del sendero polvoriento | Boothill*                        | Hook, Luka, Pela                     | Del 29 de mayo de 2024 al 18 de junio de 2024         |     |
| 2.2     | Predicciones, augurios y profecías II      | Fu Xuan                          | Hook, Luka, Pela                     | Del 29 de mayo de 2024 al 18 de junio de 2024         |     |
| 2.3     | Crisálida enardecida                       | Luciérnaga*                      | Misha, Gallagher, Xueyi              | Del 19 de junio de 2024 al 10 de julio de 2024        |     |
| 2.3     | Tríptico floral II                         | Ruan Mei                         | Misha, Gallagher, Xueyi              | Del 19 de junio de 2024 al 10 de julio de 2024        |     |
| 2.3     | Vida empeñada, destino pactado             | Jade*                            | Asta, Natasha, Serval                | Del 10 de julio de 2024 al 30 de julio de 2024        |     |
| 2.3     | Fragante corona de espinas II              | Argenti                          | Asta, Natasha, Serval                | Del 10 de julio de 2024 al 30 de julio de 2024        |     |
| 2.4     |                                            | Yunli*                           | Hanya, Lynx, Yukong                  | Del 31 de julio de 2024 al 20 de agosto de 2024       |     |
| 2.4     | Florecimiento sombrío II                   | Huohuo                           | Hanya, Lynx, Yukong                  | Del 31 de julio de 2024 al 20 de agosto de 2024       |     |
| 2.4     |                                            | Jiaoqiu*                         | Arlan, Guinafen, Hook                | Del 21 de agosto de 2024                              |     |
| 2.4     | Esplandor resplandeciente II               | Sparkle                          | Arlan, Guinafen, Hook                | Del 21 de agosto de 2024                              |     |

## Desarrollo
El 8 de octubre de 2021 se abrió el plazo de inscripción a la primera beta cerrada, finalizando el 14 de octubre. El 20 de octubre se anunció la fecha de inicio de la misma, el 27 de octubre, anunciando posteriormente que la misma acabaría el 1 de noviembre. Los registros para la segunda beta se iniciaron el 28 de abril del 2022, la misma iniciará el 25 de mayo siguiente.

## Presentación
El juego fue anunciado el 5 de octubre de 2021, a través de Twitter. El 8 de octubre se presentó la página web oficial y el resto de redes sociales del juego, así como un tráiler inicial en YouTube.